# Rastodens
Rastodens is een geslacht van weekdieren uit de klasse van de Gastropoda (slakken).

## Soorten
- Rastodens brevilabiosa Kay, 1979
- Rastodens electra (W. R. B. Oliver, 1915)
- Rastodens labiosa Kay, 1979
- Rastodens pseudomarginata Ponder, 1966
- Rastodens puer (May, 1921)
- Rastodens puerilis Ponder, 1966